# Tiro ai XVII Giochi dei piccoli stati d'Europa
Le competizioni di tiro a segno e tiro a volo ai XVII Giochi dei piccoli stati d'Europa si sono svolte dal 30 maggio al 3 giugno 2017.

## Podi

### Maschile
| Evento                        | Oro                     | Argento             | Bronzo                    |
| Pistola ad aria compressa 10m | Asgeir Sigurgeirisson   | Joe Dondelinger     | Boris Jemerenko           |
| Carabina 10m                  | Alexandros Christoforou | Michel Kantzenmeier | Andreas Costantinou       |
| Trap                          | Manuel Mancini          | Francis Pace        | Gian Marco Berti          |
| Double trap                   | Gianluca Chetcuti       | Leontios Leontiou   | Djovanis Savvides         |
| Skeet                         | Andreas Chasikos        | Christian Costa     | Bozhidar Vasilev Dimitrov |

### Femminile
| Evento                        | Oro                    | Argento              | Bronzo            |
| Pistola ad aria compressa 10m | Panagiota Charalampous | Eleanor Bezzina      | Catheline Dessoy  |
| Carabina 10m                  | Carole Calmes          | Marilena Costantinou | Andela Milickovic |

## Medagliere
| Pos.   | Paese       | Oro | Argento | Bronzo | Totale |
| ------ | ----------- | --- | ------- | ------ | ------ |
| 1      | Cipro       | 3   | 2       | 2      | 7      |
| 2      | Lussemburgo | 1   | 2       | 1      | 4      |
| 3      | Malta       | 1   | 1       | 2      | 4      |
| 3      | San Marino  | 1   | 1       | 2      | 4      |
| 5      | Islanda     | 1   | 0       | 0      | 1      |
| 6      | Monaco      | 0   | 0       | 1      | 1      |
| 6      | Montenegro  | 0   | 0       | 1      | 1      |
| Totale | Totale      | 7   | 7       | 7      | 21     |